# Klasztor Klarysek od Wieczystej Adoracji Najświętszego Sakramentu w Kętach
Klasztor Klarysek od Wieczystej Adoracji Najświętszego Sakramentu – jeden z zabytków miasta Kęty, w województwie małopolskim. Należy do zakonu klarysek od wieczystej Adoracji.
Klasztor założony został przez Matkę Marię od Najświętszego Serca Jezusa (Walentynę Łempicką) jako filia sióstr Kapucynek. W dniu 9 czerwca 1880 roku ksiądz biskup Albin Dunajewski, ówczesny ordynariusz archidiecezji krakowskiej, udzielił pozwolenia na osiedlenie się sióstr w mieście. W tym celu jeszcze w 1880 roku zakupiona została działka z budynkiem starej poczty i przylegającym do niej małym domkiem. W 1881 roku rozpoczęły się prace budowlane według projektu inżyniera B. Margockiego z Poznania. Istniejące wcześniej budynki zostały rozbudowane i wyremontowane. Prostopadle do już istniejącego domu zostało dobudowane również drugie skrzydło klasztoru.

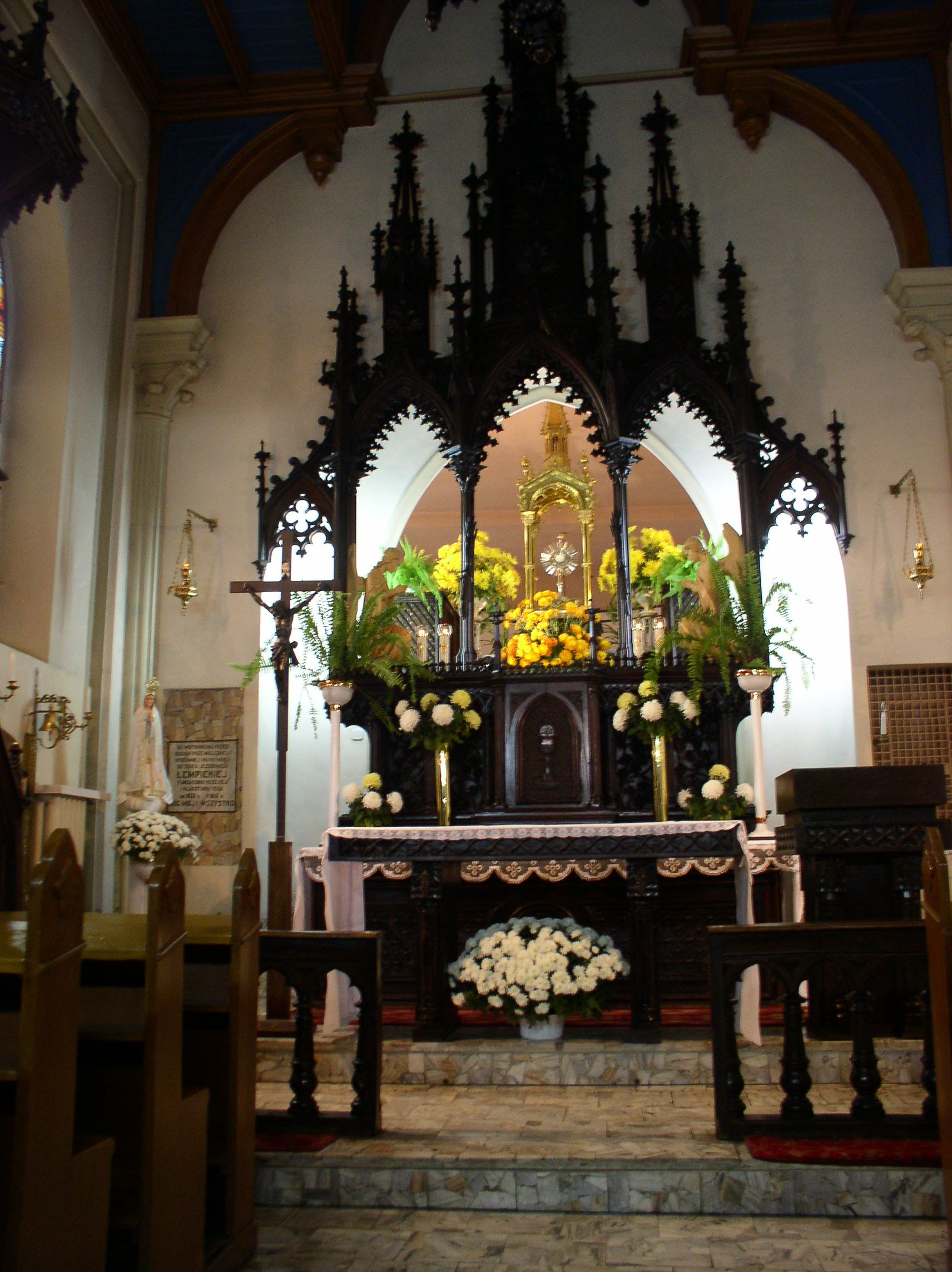
Prezbiterium

W dniu 13 lipca 1885 roku ksiądz Piotr Semenenko, generał Zgromadzenia Księży Zmartwychwstańców, poświęcił i wmurował kamień węgielny pod budowę klasztornej świątyni. W dniu 26 czerwca 1890 roku ksiądz biskup Dunajewski konsekrował dzwon, ufundowany przez zakroczymskich kapucynów. W dniu 13 grudnia 1892 roku proboszcz z Kęt ksiądz Maciej Warmuz poświęcił nowo wybudowany kościół i odprawił w nim pierwszą mszę świętą, natomiast w dniu 10 września 1893 roku ksiądz kardynał Albin Dunajewski dokonał konsekrował go i nadał mu wezwanie Trójcy Przenajświętszej.
Mimo kilkuletnich starań, kapucynkom nie udało się uzyskać zatwierdzenia swego zgromadzenia w Galicji przez ówczesne władze. Kiedy w 1907 roku pojawiła się groźba kasaty zakonu, siostry zdecydowały się na połączenie z zakonem Franciszkanek Najświętszego Sakramentu ze Lwowa, zwanym obecnie siostrami Klaryskami od Wieczystej Adoracji. W dniu 15 czerwca 1909 roku Stolica Apostolska wyraziła zgodę na połączenie. W dniu 10 stycznia 1910 roku w Kętach podpisany został akt unii, w wyniku którego kapucynki z Kęt zostały inkorpowane do zgromadzenia Franciszkanek Najświętszego Sakramentu.
Świątynia klasztorna została przebudowana tak, aby dostosować wnętrze do charyzmatu wieczystej adoracji Najświętszego Sakramentu. Została wyburzona ściana za ołtarzem i w części środkowej został ustawiony Tron Eucharystyczny.
Od strony południowej została dobudowana również kaplica pod wezwaniem Męki Pańskiej. W dniu 6 lutego 1910 roku ksiądz biskup Anatol Nowak uroczyście wystawił Najświętszy Sakrament. Od tego dnia trwa w Kętach nieprzerwanie adoracja Jezusa ukrytego w białej Hostii. W dniu 30 sierpnia 1913 roku w klasztorze w Kętach wprowadzona została klauzura papieska.